# Bundesamt für Migration und Flüchtlinge

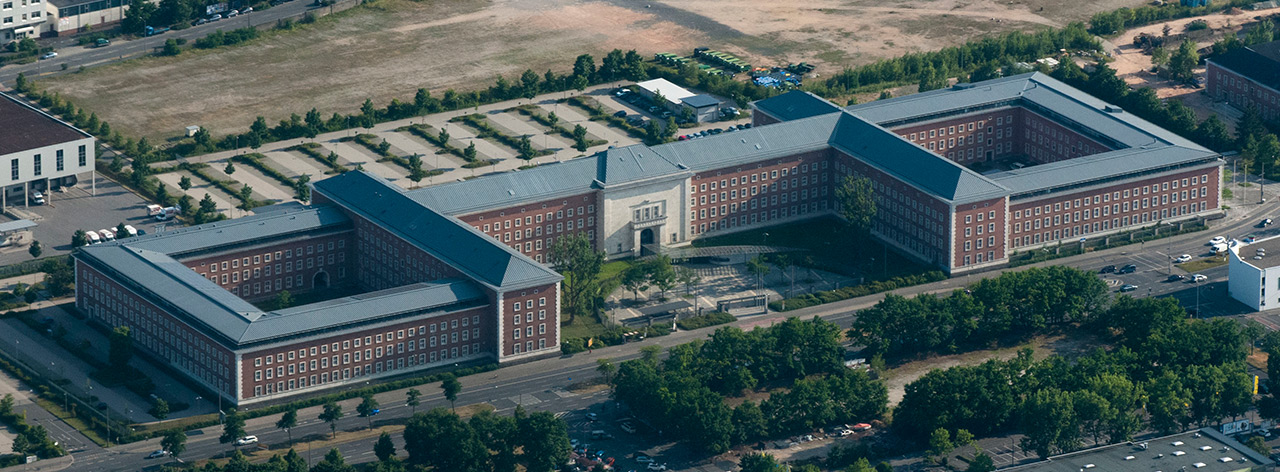
Hauptsitz des BAMF in Nürnberg

Das Bundesamt für Migration und Flüchtlinge (BAMF) ist eine deutsche Bundesoberbehörde im Geschäftsbereich des Bundesministeriums des Innern (BMI) mit Hauptsitz in der ehemaligen Südkaserne in Nürnberg.

## Zuständigkeit
Das Bundesamt ist zentrale Migrationsbehörde mit Kompetenzen in den Bereichen Migration, Integration und Rückkehr und ist in Deutschland für folgende Aufgaben zuständig:
- Asyl/Flüchtlingsschutz
  - Durchführung des Asylverfahrens und Entscheidungen über Asylanträge
  - Führung des Ausländerzentralregisters (AZR)
  - Humanitäre Aufnahme (Bundesaufnahmeprogramm, Kontingente, Resettlement)
- Integration/Migration
  - Durchführung von Integrationskursen (gem. § 1 IntV) und von berufsbezogener Sprachförderung (ESF-BAMF-Kurse)
  - Migrationsberatung für erwachsene Zuwanderer (MBE)
  - Aufnahmeverfahren jüdischer Immigranten aus Nachfolgestaaten der ehemaligen Sowjetunion
  - Geschäftsstelle der Deutschen Islamkonferenz (DIK)
  - EU-Zuständige Behörde des Asyl-, Migrations- und Integrationsfonds (AMIF)
- Rückkehr
  - Zentralstelle für Informationsvermittlung zur Rückkehrförderung (ZIRF)
  - Bund-Länder-Koordinierungsstelle Integriertes Rückkehrmanagement (IRM-BKL)
- Forschungszentrum/europäische Zusammenarbeit
  - Wissenschaftliche Forschung in den Bereichen Asyl, Migration und Integration
  - Anerkennung von Forschungseinrichtungen aus Nicht-EU-Staaten
  - Nationale Kontaktstelle des Europäischen Migrations Netzwerkes (EMN)

## Geschichte
Mit Inkrafttreten der Verordnung über die Anerkennung und Verteilung von ausländischen Flüchtlingen (AsylVO) am 7. Januar 1953 nahm die Bundesdienststelle für die Anerkennung ausländischer Flüchtlinge mit 40 Mitarbeitern in Nürnberg-Langwasser, untergebracht innerhalb des seit 1946 bestehenden so genannten Valka-Lagers (früher SS-Kaserne), die Arbeit auf. Die ersten Bewohner, sogenannte Displaced Persons (Heimatlose Ausländer) aus den baltischen Staaten, nannten das Flüchtlingslager nach der lettisch-estnischen Grenzstadt Valka; der Name wurde in der Folgezeit zum Synonym für das Lager. 1961 wurde die Behörde mit etwa 50 Mitarbeitern nach Zirndorf (Landkreis Fürth) in die Nachbarschaft der bereits seit 1959 als Sammellager für Ausländer genutzten Kaserne verlegt.
1965 erfolgte die Umbenennung in Bundesamt für die Anerkennung ausländischer Flüchtlinge (Ausländergesetz vom 21. April 1965). Das Bundesamt ist eine Bundesoberbehörde im Geschäftsbereich des Bundesministeriums des Innern. 1980 hatte das Bundesamt etwa 240 Mitarbeiter. Wegen der ansteigenden Zahl der Asylanträge ersetzten ab 1. August 1980 weisungsunabhängige Einzelentscheider die Anerkennungsausschüsse mit einem Vorsitzenden und zwei Beisitzern, die bis dahin über die Asylanträge entschieden hatten. 1986 arbeitete ein großer Teil der Beschäftigten wieder in Nürnberg-Langwasser in einem gemieteten Bürogebäude.
In den 1980er-Jahren stieg die Zahl der Asylanträge stark an (1980 rund 100.000 Asylanträge; 1990 rund 200.000 Asylanträge). Grund dafür waren bürgerkriegsähnliche Zustände in der Türkei 1974 und 1992 der Zusammenbruch der Sowjetunion (1992 rund 438.000 Asylanträge). Dieser Anstieg führte nach intensiven Verhandlungen Ende 1992 zu einem neuen Gesetz (Asylkompromiss). Es folgten organisatorische und personelle Änderungen, welche die Asylverfahren beschleunigten. Dazu fiel die Entscheidung zum Umzug der Zentrale in die ehemalige Südkaserne in Nürnberg.
1993 hatte das Amt einen Personalstand von über 4.000 Mitarbeitern. Zum 1. Juli 1993 wurde die Höchstzahl von 48 Außenstellen in allen Bundesländern erreicht. Nach der Reform des Asylrechts, durch die die Asylbewerberzahlen sanken, wurde ab Ende 1993 ein Einstellungsstopp verfügt, ab 1995 Personal abgebaut. Die Zentrale des Bundesamtes bezog im November/Dezember 1996 nach dreieinhalb Jahren Umbau die ehemalige Südkaserne an der Frankenstraße in Nürnberg als neues Dienstgebäude.
Bis 2004 war beim Bundesamt ein Bundesbeauftragter für Asylangelegenheiten (§ 6 AsylVfG a. F.) bestellt, der sich an den Asylverfahren vor dem Bundesamt und an Klageverfahren vor den Gerichten der Verwaltungsgerichtsbarkeit beteiligen und gegen Entscheidungen des Bundesamtes klagen konnte. Er wurde vom Bundesministerium des Innern berufen und war an dessen Weisungen gebunden.

### Erweiterung der Aufgabenbereiche ab 2005
Mit Inkrafttreten des Zuwanderungsgesetzes (1. Januar 2005) wurden viele der mit dem Gesetz erstmals rechtlich verankerten staatlichen Integrationsaufgaben beim Bundesamt gebündelt, weitere sind im Lauf der letzten Jahre hinzugekommen. Das Bundesamt für die Anerkennung ausländischer Flüchtlinge (BAFL) wurde zum Bundesamt für Migration und Flüchtlinge (BAMF). Zu den bestehenden Aufgaben, wie der Führung des Ausländerzentralregisters (AZR) oder der Rückkehrförderung, kam der Bereich der Integrationsförderung und damit Auftrag der Förderung von Sprach- und Orientierungskursen, die Migrationsberatung sowie die Aufnahme jüdischer Immigranten aus den Nachfolgestaaten der Sowjetunion. Damit entwickelte sich das Bundesamt von einer reinen Asylbehörde zu einem Kompetenzzentrum für Migration und Integration. Ein Sachverständigenrat für Zuwanderung und Integration (Zuwanderungsrat) wurde gebildet. Er hat den Auftrag, regelmäßig die innerstaatlichen Aufnahme- und Integrationskapazitäten sowie die aktuelle Entwicklung der Wanderungsbewegungen darzustellen.
Am 21. Juli 2005 wurde die Zentralstelle für Informationsvermittlung zur Rückkehrförderung (ZIRF) zur Koordinierung und Gestaltung der Rückkehrförderung eingerichtet. Sie hat die Aufgabe, durch Informationen und Beratung die freiwillige Rückkehr von Asylbewerbern zu vereinfachen und zu fördern. Im Dezember 2014 wurde auf Grundlage der Gemeinsamen Erklärung der Innenminister und -senatoren zu den Herausforderungen der Flüchtlingspolitik (17. Oktober 2014) beim Bundesamt für Migration und Flüchtlinge eine Bund-Länder-Koordinierungsstelle Integriertes Rückkehrmanagement (BLK-IRM) eingerichtet.

### Abläufe und Aufstockung im Zuge der Flüchtlingskrise
Im Zusammenhang mit der Flüchtlingskrise geriet das Amt zunehmend unter Druck. Sowohl der Rückstand an rund 250.000 unbearbeiteten Altanträgen auf Asyl als auch folgenschwere Missverständnisse über Ankündigungen zur möglichen Aussetzung des Dublin-Abkommens im Zuge der Krise, trafen in Deutschland und bei anderen europäischen Staaten auf Unverständnis. Vor der Ankündigung waren aus dem BAMF interne Papiere des Amtes der Organisation Pro Asyl zugespielt worden, in denen ein veränderter Umgang mit Flüchtlingen aus Syrien erörtert wurde. Medien gaben bekannt, dass gemäß einer internen Leitlinie des BAMF auch Flüchtlinge aus Syrien, die in Deutschland Asyl beantragt hatten, entgegen dem Dubliner Übereinkommen künftig nicht mehr in jene EU-Länder rückgeführt würden, in denen sie zuerst registriert worden waren. Nach Angaben des Bundesministerium des Innern sei „davon auszugehen, dass syrische Flüchtlinge von nun an fest damit rechnen können, in der Bundesrepublik bleiben zu dürfen“. Das Amt sah sich schließlich gezwungen, in einem Tweet am 25. August 2015 anzukündigen, dass das Dublin-Verfahren bei syrischen Staatsangehörigen zum gegenwärtigen Zeitpunkt faktisch nicht weiter verfolgt werde. Einige Beobachter schrieben dieser Nachricht einen bedeutenden Anteil an der Erhöhung der Zahl der Flüchtlinge zu, die sich auf den Weg nach Deutschland machten.
Im Mai 2015 teilte Bundesminister des Innern Thomas de Maizière (CDU) mit, das Personal des Bundesamtes von 2800 Mitarbeiterinnen und Mitarbeitern auf zukünftig 4.800 Mitarbeitende aufstocken zu wollen, um die zunehmende Zahl an Asylanträgen bewältigen zu können. Ein weiterer Personalaufbau auf 6.300 Stellen sowie zusätzlich 1.000 befristeten Stellen wurde 2016 angestrebt. Das neu eingestellte Personal wird im 2015 eröffneten Qualifizierungszentrum geschult.
Flächendeckend baute die Behörde seit dem 4. Quartal 2015 ihr Netz an Standorten in ganz Deutschland aus. Ziel ist es, die Wartezeiten und somit die Asylverfahrensdauer durch ein Integriertes Flüchtlingsmanagement in Ankunftszentren in allen Bundesländern zu verkürzen.
In den Ankunftszentren werden die Registrierung, die Belehrung, die medizinische Untersuchung und das Asylverfahren an einem Ort gebündelt von den verschiedenen beteiligten Behörden durchgeführt. In den sogenannten Außenstellen werden die Asylverfahren (Anhörung/Entscheidung) durchgeführt. Gleichzeitig sind einige als Regionalstelle Ansprechpartner für die Träger von Integrationsmaßnahmen und verantwortlich für die Integrationsarbeit vor Ort. In Entscheidungszentren werden entscheidungsreife Verfahren entschieden.
Am 17. Februar 2017 eröffnete die Staatsanwaltschaft Frankfurt/Main gegen den Bundeswehroberleutnant Franco A. ein Ermittlungsverfahren wegen der Vorbereitung einer „staatsgefährdenden Gewalttat“. Er hatte sich Ende 2015 in Bayern als syrischer Flüchtling ausgegeben, wurde als Kriegsflüchtling anerkannt, obwohl er kein Arabisch und nur gebrochen Französisch sprach, erhielt ein Zimmer in einer Sammelunterkunft und bezog bis zu seiner Festnahme pro Monat gut 400 Euro Sozialleistungen. Zugleich war er weiter bei der Bundeswehr beschäftigt. Zudem hatte er sich illegal Waffen verschafft, Munition gestohlen, rechtsextreme Ansichten ausgetauscht und besaß Notizen, die auf einen möglichen rechtsterroristischen Anschlag hindeuten. Der Bundesgerichtshof ließ diese Anklage im November 2019 vor dem Oberlandesgericht Frankfurt zu. Für die Mitarbeitenden bedeutete der Vorfall keine Maßnahmen. Im Juni 2022 wurde Franco A. zu fünf Jahren und sechs Monaten Haft verurteilt. Die Richter sahen es als erwiesen an, dass er eine schwere staatsgefährdende Gewalttat geplant hatte. Des Weiteren hatte der Generalbundesanwalt Franco A. Verstöße gegen das Waffen-, Kriegswaffenkontroll- und Sprengstoffgesetz sowie Diebstahl vorgeworfen. Auch Betrug zählte zu den Anklagepunkten, da sich Franco A. als falscher Flüchtling Sach- und finanzielle Leistungen erschlichen habe.
Anfang Juni 2018 wurde bekannt, dass Verträge von mehreren hundert sachgrundlos befristet BAMF-Angestellten aufgrund des Verbotes von Kettenverträgen für sachgrundlos befristete Mitarbeiter nicht verlängert werden können. In einem Schreiben vom 22. Mai 2018 habe BAMF-Präsidentin Jutta Cordt erläutert, dass der Behörde 1937 unbefristete Stellen zur Verfügung stünden und rund 3200 Mitarbeiter befristet angestellt seien. All diese Stellen zu entfristen, sei aufgrund der Haushaltsvorgaben nicht möglich gewesen.

## Präsidium des Bundesamtes
Vom 3. Juli 2000 bis zum 30. November 2010 war Albert Maximilian Schmid, Staatssekretär a. D., Präsident des Bundesamtes.
Vom 1. Dezember 2010 bis 17. September 2015 war Manfred Schmidt Präsident des BAMF.
Am 18. September 2015 wurde Frank-Jürgen Weise Leiter des Amtes (unter Beibehaltung seiner Funktion bei der Bundesagentur für Arbeit). Als stellvertretender Leiter wurde Georg Thiel eingesetzt. Aufgrund rechtlicher Beschränkungen für den Vorstandsvorsitzenden der Bundesarbeitsagentur, die bei der Entscheidung für Weise zunächst nicht bedacht worden waren, übte die Aufgaben des Amtschefs formell Vizepräsident Michael Griesbeck aus., der am 15. Juni 2016 in das Bundesministerium des Innern versetzt wurde. Vizepräsidenten wurden Uta Dauke (ab 23. Mai 2016; mit Dienstsitz in Berlin) und Ralph Tiesler (ab 1. Oktober 2016).
Jutta Cordt leitete seit dem 1. Januar 2017 (zunächst kommissarisch) das Bundesamt, dessen Präsidentin sie zum 1. Februar 2017 als Nachfolgerin von Frank-Jürgen Weise geworden war und dessen stellvertretende Leiterin sie zuvor seit dem 1. Oktober 2016 war. Sie wurde am 15. Juni 2018 entlassen.
Am 18. Juni 2018 bestätigte das Bundesministerium des Innern die Absicht, Hans-Eckhard Sommer dem Bundeskabinett als neuen BAMF-Präsidenten vorzuschlagen. Vizepräsidentin ist Katrin Hirseland (seit 15. August 2022). Michael Griesbeck ist seit 1. November 2022 Vizepräsident.

## Gliederung und Organisation
Das Bundesamt ist in das Präsidium, den Leitungsstab, Abteilungen, Gruppen und Referate untergliedert. Begleitende Gremien, Beiräte und Expertenforen unterstützen das Präsidium und die Abteilungen.
- Präsidium mit Leitungsstab: Präsident Hans-Eckhard Sommer, Vizepräsidentin Katrin Hirseland, Vizepräsident Michael Griesbeck. Dem Präsidium sind verschiedene Beauftragte zugeordnet, beispielsweise die Gleichstellungsbeauftragte, der Beauftragte für die Informationssicherheit und der behördliche Datenschutzbeauftragte.[29][30]
- Abteilung 1: Zentrale Dienstleistungen, Personal, Organisation, Infrastruktur
- Abteilung 2: Digitale Technologien, CIO, Innovationsmanagement
- Abteilung 3: Geschäftsprozesse Asylbereich, Dublinverfahren
- Abteilung 4: Region Nord, West
- Abteilung 5: Region Ost, Südwest, Süd
- Abteilung 6: Grundlagen des Asylverfahrens, Qualitätssicherung, Informationszentrum Asyl und Migration (IZAM), Prozessführung
- Abteilung 7: Sicherheit, Aufenthaltsrecht, Rückkehr
- Abteilung 8: Integration und gesellschaftlicher Zusammenhalt
- Abteilung 9: Internationale Aufgaben, Grundsatzfragen der Migration, EU-Fondsverwaltung
- Forschungszentrum Migration, Integration und Asyl

Das Amt des Präsidenten ist in Besoldungsgruppe B 9 der Bundesbesoldungsordnung B eingruppiert.

## Außenstellen
Das Bundesamt für Migration und Flüchtlinge hat neben der Zentrale in Nürnberg noch folgende Außenstellen:
- Augsburg (Außenstelle)
- Augsburg (Außenstelle im Behördenzentrum)
- Bamberg (Außenstelle in AnkER-Einrichtung)
- Bayreuth (Außenstelle Dublinzentrum)
- Berlin (Außenstelle, Qualifizierungszentrum)
- Berlin (Außenstelle im Ankunftszentrum)
- Bielefeld (Außenstelle im Ankunftszentrum)
- Bochum (Außenstelle)
- Bonn (Außenstelle im Ankunftszentrum, Entscheidungszentrum West)
- Bramsche (Außenstelle im Ankunftszentrum)
- Braunschweig (Außenstelle)
- Braunschweig (Außenstelle 2 im Ankunftszentrum)
- Braunschweig (Außenstelle, Liegenschaft 3 – Braunschweig-Stadtmitte)
- Bremen (Außenstelle im Ankunftszentrum)
- Büdingen (Außenstelle)
- Chemnitz (Außenstelle im Ankunftszentrum)
- Chemnitz (Außenstelle Regionalstelle)
- Deggendorf (Außenstelle in AnkER-Einrichtung)
- Dortmund (Außenstelle Dublin-Verfahren)
- Dresden (Außenstelle in AnkER-Einrichtung)
- Düsseldorf (Außenstelle, Qualifizierungszentrum)
- Eisenhüttenstadt (Außenstelle)
- Ellwangen (Außenstelle)
- Essen (Außenstelle)
- Frankfurt-Flughafen (Außenstelle)
- Frankfurt/Oder (Dependance der Außenstelle Eisenhüttenstadt)
- Freiburg i.Br. (Außenstelle)
- Friedland (Außenstelle, Landesasylstelle)
- Fürth (Dependance der Außenstelle Zirndorf)
- Gießen (Außenstelle im Ankunftszentrum)
- Gießen (Außenstelle im Ankunftszentrum/Bereich Integration)
- Halberstadt (Außenstelle im Ankunftszentrum)
- Hamburg (Außenstelle im Ankunftszentrum)
- Hamburg (Außenstelle)
- Heidelberg (Außenstelle im Ankunftszentrum)
- Jena/Hermsdorf (Außenstelle, Landesasylstelle) [befindet sich nicht in Hermsdorf, sondern im Gebiet der Gemeinde Schleifreisen]
- Karlsruhe (Außenstelle Regionalstelle)
- Köln (Außenstelle)
- Lebach (Außenstelle in AnkER-Einrichtung)
- Leipzig (Außenstelle im Ankunftszentrum)
- Manching (Außenstelle in AnkER-Einrichtung)
- Mönchengladbach (Außenstelle im Ankunftszentrum)
- München (Außenstelle – Liegenschaft 1)
- München (Außenstelle – Liegenschaft 2)
- Neumünster-Haart (Außenstelle – Liegenschaft 1)
- Neumünster (Außenstelle Regionalstelle – Liegenschaft 2)
- Neumünster-Boostedt (Außenstelle – Liegenschaft 3)
- Neustadt (Hessen) (Außenstelle)
- Nostorf-Horst (Außenstelle)
- Oldenburg (Außenstelle)
- Osnabrück (Dependance der Außenstelle Bramsche im Ankunftszentrum)
- Regensburg (Außenstelle in AnkER-Einrichtung)
- Schweinfurt (Außenstelle in AnkER-Einrichtung)
- Schwerin (Außenstelle im Ankunftszentrum)
- Sigmaringen (Außenstelle)
- Speyer (Außenstelle)
- Stuttgart (Außenstelle)
- Suhl (Außenstelle im Ankunftszentrum)
- Trier (Außenstelle – Liegenschaft 1)
- Trier (Außenstelle – Liegenschaft 2)
- Trier (Außenstelle im Ankunftszentrum)
- Unna (Außenstelle)
- Würzburg (Außenstelle Regionalstelle Integration)
- Zirndorf (Außenstelle in AnkER-Einrichtung)

## Aktenzeichen
Das wesentliche Identifikationsmerkmal für ein Asylverfahren ist das BAMF-Aktenzeichen. Das Aktenzeichen soll bei der Kommunikation mit dem BAMF, insbesondere bei Adressänderungsmitteilungen, angegeben werden. Es hat die Form nnnnnnn-lll. Die ersten sieben Ziffern identifizieren den Asylbewerber, die letzten drei Ziffern kennzeichnen sein Heimatland. Häufig verwendete Länderkennzahlen sind:
150 Kosovo, Republik
170 Serbien, Republik
224 Eritrea
238 Ghana
423 Afghanistan
438 Irak
439 Iran
451 Libanon
475 Syrien
997 (Staatenlose)

## Zusammenarbeit mit dem Bundesministerium des Innern
Das Bundesministerium des Innern (BMI) übt die Fach- und Rechtsaufsicht über das Bundesamt aus. Bei allen beteiligungspflichtigen Vorgängen ist das BMI frühzeitig zu beteiligen.

## Zusammenarbeit mit Behörden
Das Bundesamt gibt in seiner Geschäftsordnung an, mit verschiedenen Behörden zusammenzuarbeiten, darunter:
- den kommunalen und zentralen Ausländerbehörden
- den Erstaufnahmeeinrichtungen der Länder
- der Bundesagentur für Arbeit bzw. den Trägern der Grundsicherung
- den Polizeibehörden
- dem Bundeskriminalamt
- dem Bundesnachrichtendienst
- dem Bundesamt für Verfassungsschutz
- dem Bundesverwaltungsamt

Des Weiteren kommen hinzu:
- Hoher Flüchtlingskommissar der Vereinten Nationen (UNHCR),[36] einem Amt der Vereinten Nationen  mit UNHCR Sub-Office Nürnberg, Frankenstraße 210

- Verwaltungsgerichte[37]

- Kanzleramt ab Oktober 2015 durch den damaligen Chef des Bundeskanzleramts Peter Altmaier  als zentralen Ansprechpartner für die „politische Gesamtkoordinierung aller Aspekte der aktuellen Flüchtlingslage“ mit dem damaligen Staatsminister Helge Braun[38]

- Bayerisches Staatsministerium des Innern und für Integration[39][40]

- Beauftragte der Bundesregierung für Migration, Flüchtlinge und Integration

- Integrationsbeauftragte der Bundesländer

Die aktuelle Fassung der Geschäftsordnung des Bundesamtes trat am 10. Juni 2019 in Kraft.

## Zusammenarbeit mit anderen Stellen
Das Bundesamt arbeitet mit einer Vielzahl von anderen Stellen zusammen, z. B. mit
- Trägern der Integrationskurse(*)
- Trägern der Migrationsberatungsstellen
- Sozialversicherungsträgern
- Wohlfahrtsverbänden
- Kirchengemeinden
- weiteren Nichtregierungsorganisationen
- Migrantenselbstorganisationen
- internationalen Organisationen
- Asylagentur der Europäischen Union in Malta[42][43]

(*) Das Bundesamt erstattet den Trägern die Kosten für die Durchführung der Integrationskurse. Hierbei wird nach allgemeinen und speziellen Integrationskursen unterschieden. Erstattet werden Kurskosten, Prüfungskosten und notwendige Fahrtkosten

## Haushalt des BAMF
Soll-Haushalt des BAMF (2014 bis 2022)
| Kostenart                                                                   | Soll (2014) | Soll (2015) | Soll (2016) | Soll (2017) | Soll (2018) | Soll (2019) | Soll (2020) | Soll (2021) | Soll (2022) |
| --------------------------------------------------------------------------- | ----------- | ----------- | ----------- | ----------- | ----------- | ----------- | ----------- | ----------- | ----------- |
| Personalausgaben                                                            | 109.513     | 166.812*    | 319.991     | 457.198     | 456.107     | 485.658     | 464.898     | 436.664     | 380.173     |
| Sächliche Verwaltungsausgaben (u. a. Mieten und Pachten für Liegenschaften) | 44.412      | 59.203*     | 259.887     | 292.325     | 332.682     | 328.423     | 368.028     | 294.967     | 343.423     |
| Zuweisungen und Zuschüsse (ohne Investitionen)                              | 56          | 56*         | 56          | 56          | 56          | 56          | 56          | 56          | 56          |
| Investitionen                                                               | 5.296       | 20.817*     | 72.013      | 32.122      | 33.122      | 33.419      | 49.403      | 63.403      | 33.403      |
| Gesamt                                                                      | 159.277     | 246.888*    | 651.947     | 781.701     | 822.967     | 847.556     | 882.385     | 795.090     | 757.055     |

Angaben für 2015 inkl. Soll-Nachtragshaushalte, jeweils in 1.000 €

## Statistik der Entscheidungen 2011–2021
2015 und 2016 ging die Zahl der Klagen aufgrund der hohen Anerkennungsquote bzw. des hohen Anteils von Entscheidungen zugunsten von Flüchtlingsschutz vorübergehend zurück. Die folgende Tabelle zeigt die veröffentlichten Zahlen aus dem BAMF-Bericht.
| Jahr | Anzahl BAMF-Entscheidungen | Schutzquote % | Klagequote % |
| ---- | -------------------------- | ------------- | ------------ |
| 2011 | 43.362                     | 22,3          | 45,8         |
| 2012 | 61.826                     | 27,7          | 44,8         |
| 2013 | 80.978                     | 24,9          | 44,6         |
| 2014 | 128.911                    | 31,5          | 40,2         |
| 2015 | 282.726                    | 49,8          | 16,1         |
| 2016 | 695.733                    | 62,4          | 24,8         |
| 2017 | 603.428                    | 43,4          | 49,8         |
| 2018 | 216.873                    | 35,0          | 53,6         |
| 2019 | 183.954                    | 38,2          | 49,5         |
| 2020 | 145.071                    | 43,1          | 45,1         |
| 2021 | 149.954                    | 39,9          | 38,4         |

## Kritik und Kontroversen
Die Bremer Staatsanwaltschaft warf „der ehemaligen Leiterin der Bremer Dienststelle vor, zusammen mit den auf Asylrecht spezialisierten Anwälten, einem Dolmetscher und einem weiteren Beschuldigten bandenmäßig Asylantragsteller nach Bremen gelotst und dort mit zu Unrecht erteilten Bleibegenehmigungen ausgestattet zu haben.“
Anfangs war der Verdacht, sie solle in rund 2000 Fällen von 2013 bis 2017 aussichtslose Asylverfahren an sich gezogen und zu einem für die Antragsteller positiven Abschluss gebracht haben. Als Gegenleistung für Anerkennungen soll Geld geflossen sein. Am 20. April 2018 durchsuchten Ermittler die Privatwohnung der ehemaligen Leiterin der Bremer Außenstelle des Bundesamts, Ulrike B., wegen des Verdachts auf Bestechlichkeit und bandenmäßige Verleitung zur missbräuchlichen Asylantragsstellung.
Bei 307 von 43.000 abgeschlossenen Prüfverfahren, davon 18.000 in Bremen, wurde der bereits anerkannte Schutzstatus wieder aberkannt. 99,3 % der ursprünglichen Verfahren wurden nicht beanstandet.
Die Generalstaatsanwaltschaft von Brandenburg beantragte im September 2016 die Herausgabe von Datensätzen des BAMF für eine erneute Prüfung, nachdem sich herausgestellt hatte, dass zuvor in Asylverfahren vorgelegte Pässe angeblich syrischer Geflüchteter mit Gutachten vom BAMF als echt eingestuft worden waren, obwohl es sich um Fälschungen handelte.
Der Behörde wurde vorgeworfen, dass Asylverfahren teilweise von unqualifizierten Mitarbeitern entschieden worden seien. Diese Personen seien während der Flüchtlingskrise ab 2015 zum Teil mit unzureichender Qualifikation eingestellt worden und hätten keine relevanten Schulungen erhalten.
Obwohl dem BAMF Risiken im Asyl-Aktensystem bekannt waren, unterließ es die Behördenleitung, diese grundlegend zu analysieren und zu beheben. Demnach wurden umfassende Nachbesserungen des Systems Maris (Migrations-Asyl-Reintegrationssystem) erst nach einer Kontrolle und Überprüfung durch die Bundesdatenschutzbeauftragte angestoßen. Wie die Datenschutzbehörde auf Nachfrage erklärte, sei eine entsprechende Kontrolle, die im März 2017 startete, nicht durch das BAMF oder das übergeordnete Bundesministerium des Innern, sondern von den Datenschützern selbst initiiert worden.
Im August 2017 kritisierte eine Studie des Verwaltungswissenschaftlers Jörg Bogumil zur Integration von Flüchtlingen das BAMF als ineffizient. Im Interview sagte er: „Wir haben ein Kompetenz- und Organisationsversagen festgestellt (...) Wir haben eine Misstrauensverwaltung (...) Sie beruht einzig und allein darauf, Missbrauch zu entdecken und nicht zu helfen.“ Doppelarbeit und mangelhafte Kommunikation wurden als wichtigste Defizite festgestellt. Die mangelhafte Zusammenarbeit von Verwaltungen und Behörden behindere die Integration und verschlinge unnötig viel Zeit und Geld. So müssten Flüchtlinge, deren Asylstatus anerkannt wurde, eine neue Gesundheitskarte beantragen. Wegen eines oft fehlenden Übergabe-Managements müssten sämtliche Daten erneut eingegeben werden.
Der Gesamtpersonalrat des BAMF kritisierte Ende 2015, dass das beschleunigte Asylverfahren bei Syrern und Eritreern nicht nach den Regeln der Rechtsstaatlichkeit ablaufe. So erfolgt bei Asylbewerbern, die Syrer sind oder sich als solche ausgeben, keine Identitätsüberprüfung. Die Zuerkennung der Flüchtlingseigenschaft erfolgt lediglich daraufhin, dass ein Dolmetscher, der in der Regel weder vereidigt wurde noch selbst aus Syrien kommt, einen Asylbewerber für einen Syrer hält. Bei Flüchtlingen, die einen syrischen Pass vorzeigen können, seien die Entscheider „angehalten, ohne erfolgte Echtheitsprüfung diesem Personenkreis den Flüchtlingsstatus zuzuerkennen“. Diese Verfahrensweise sei unzureichend, da zahlreiche syrische Pässe gefälscht seien und eine große Zahl der Asylsuchenden eine falsche Identität angäben, um eine Bleibeperspektive mit der Möglichkeit der Familienzusammenführung etc. zu erhalten. Diese Bedenken wurden abgebügelt. Anfang 2016 gab es eine Million offene Asylanträge, für die Frank-Jürgen Weise, Leiter des Bundesamtes für Migration und Flüchtlinge (BAMF) von September 2015 bis Ende 2016 die Vorgabe machte, diese bis Ende 2016 abzuarbeiten. Er erklärte mit Bezugnahme auf die Bundestagswahl 2017 zu den Hintergründen, man habe es nicht zulassen dürfen,
„ins Wahljahr mit Bildern von Zuständen zu gehen, die nach Überflutung, Unordnung und fehlender Rechtmäßigkeit aussehen und manchen in die Hände spielen“. Der „Stern“ wiederum schrieb von einer „hochpolitischen“ Mission: Weise habe dafür sorgen sollen, dass sich Bilder des Kontrollverlusts nicht wiederholten, die Merkel „im Bundestagswahlkampf 2017 auf keinen Fall“ gebrauchen könne.
In der Zielvereinbarung „Arbeitsprogramm für das Jahr 2016“ sicherte Weise der Staatssekretärin Emily Haber zu, für Schnelligkeit und Gründlichkeit bei der Bearbeitung der Asylanträge zu sorgen. Die Behördenleitung ging dazu über, die Außenstellen noch stärker auf hohe Bearbeitungszahlen zu trimmen. Gute Zahlen konnten vor allem jene Außenstellen vermelden, die viele Anträge positiv beschieden, da positive Asylbescheide mit einem Aktenvermerk erledigt werden können, wohingegen eine Ablehnung eine vierzigseitige Begründung erfordert. Unter der Nachfolgerin Jutta Cordt ging die Praxis so weiter, bis der Fall des deutschstämmigen rechtsextremen Bundeswehrsoldaten Franco A. bekannt wurde, der vom BAMF als syrischer Flüchtling anerkannt worden war. Im Mai 2018 forderte der BAMF-Gesamtpersonalrat in einem offenen Brief an die Behördenleitung Mut zur Wahrheit und einen Neuanfang: „Wir fordern Sie auf, alle sogenannte Führungskräfte zur Rechenschaft zu ziehen, die ein rechtsstaatliches Asylverfahren mittels entsprechender Vorgaben von Anhörungen und Bescheiden verhindert haben.“ Dabei gehe es nicht nur um die Bremer BAMF-Affäre, sondern bundesweit wurden unter Zeitdruck und Androhung dienstlicher Sanktionen Asylverfahren durchgeführt. Dabei sei den Erledigungszahlen absoluter Vorrang vor der Qualität der Asylentscheidungen eingeräumt worden.
Anfang September 2018 wurde in den Medien bekannt, dass laut einem internen Prüfbericht des Bundesrechnungshofs das Bundesministerium des Innern, für Bau und Heimat als Fachaufsicht des Bundesamts für Migration in mehreren Fällen versagt hat. Ein Jahr später – im September 2019 – wurde vom Bremer Landgericht Anklage gegen drei Beschuldigte erhoben. Im November 2020 lehnte das Landgericht die Eröffnung der Hauptverhandlung in den meisten Fällen ab. Das Verfahren gegen die ehemalige Leiterin der Außenstelle Bremen wurde im April 2021 wegen Geringfügigkeit und gegen Zahlung einer Geldauflage eingestellt. Die Vorwürfe um angeblich massenhaft falsche Asylentscheidungen erwiesen sich als haltlos. Ein weiterer Angeklagter wurde ebenfalls von allen angeklagten Verstößen gegen Ausländer- oder Asylrecht freigesprochen. Wegen Vorteilsgewährung in zwei Fällen wurde er zu einer Geldstrafe in Höhe von 6.000 Euro verurteilt. Gegen einen der Angeklagten wurde die Anklage komplett verworfen.
Im Februar 2023 entschied das Bundesverwaltungsgericht, dass das BAMF Daten auf Mobiltelefonen von Asylbewerbern ohne Pässe nicht anlasslos auslesen und auswerten darf. Wenn dazu mildere Mittel – zur Feststellung der Identität beispielsweise andere Ausweisdokumente, Heiratsurkunden oder weitere Erkenntnisse – zur Verfügung stünden, sei das unverhältnismäßig und damit rechtswidrig.